# NGC 6811
NGC 6811 é um aglomerado aberto na direção da constelação de Cygnus. O objeto foi descoberto pelo astrônomo John Herschel em 1829, usando um telescópio refletor com abertura de 18,6 polegadas. Devido a sua moderada magnitude aparente (+6,8), é visível apenas com telescópios amadores ou com equipamentos superiores. 